# Catalana (bướm đêm)
Catalana  là một chi bướm đêm thuộc họ Erebidae.